# Дрю, Элвин
Бе́нджамин Э́лвин Дрю (англ. Benjamin Alvin Drew; род. 5 ноября 1962, Вашингтон, США) — астронавт НАСА (США), участник двух космических полётов на шаттле (STS-118, STS-133).

## Образование, служба в ВВС
Элвин Дрю окончил среднюю школу в Вашингтоне в 1980 году.
В мае 1984 года в звании второго лейтенанта окончил Академию ВВС США (Колорадо-Спрингс), получив степень бакалавра по конструированию космических летательных аппаратов и по физике. После этого в течение года проходил дополнительную подготовку по пилотированию вертолётов на авиабазе Форт-Раккер (Алабама).
В дальнейшем проходил службу в качестве пилота вертолёта HH-3E  в группе спасения, затем вертолёта MH-60G в команде по спецоперациям ВВС. Участник боевых вылетов в Панаме (1989—1990), Саудовской Аравии (1990—1991), Кувейте (1991), Ираке (1991).
В апреле 1993 года получил квалификацию пилота самолёта, в июне 1994 года завершил подготовку в школе лётчиков-испытателей ВМС США.
Продолжил образование в Авиационном университете Эмбри-Риддл (Дейтона-Бич, штат Флорида), где в 1995 году получил степень магистра аэрокосмических наук, после чего командовал двумя испытательными подразделениями и служил в штабе ВВС США. Имеет налёт около 3000 часов более чем на 30 типах самолётов и вертолётов.

## Космическая подготовка
26 июля 2000 года Элвин Дрю был зачислен в отряд астронавтов НАСА в составе 18-го набора, где приступил к подготовке. Через два года получил квалификацию специалиста полёта и получил назначение в отделение управления станцией отдела астронавтов. Занимал ряд технических должностей, в течение года проходил подготовку в Военно-воздушном университете на авиабазе Максвелл (Алабама). В апреле 2007 года назначен в состав экипажа STS-118 вместо переведённого в другой экипаж Клейтона Андерсона.

## Первый полёт на «Индеворе»
Свой первый полёт Элвин Дрю совершил 8—21 августа 2007 года на космическом челноке «Индевор» (STS-118). Главной задачей полёта являлось продолжение строительства МКС с доставкой материалов и оборудования на её борт. Специалист полёта Э. Дрю провёл в полёте 12 суток 17 часов 55 минут 34 секунд.
По завершении космического полёта Э. Дрю был назначен оператором связи с экипажем во время полёта STS-123, проходившего в марте 2008 года. В 2009 году работал ЦПК им. Ю. А. Гагарина начальником управления, обеспечивая в Звёздном городке операции НАСА.
В сентябре 2009 года получил назначение в экипаж «Дискавери» (STS-133).

## Второй полёт на «Дискавери»
Второй полёт 48-летний Элвин Дрю выполнил на шаттле «Дискавери» (STS-133) 24 февраля — 9 марта 2011 года. Это была очередная экспедиция посещения на МКС. Корабль был состыкован со станцией с 26 февраля по 7 марта. Основной задачей специалиста полёта Элвина Дрю было выполнение двух выходов в открытый космос совместно со Стивеном Боуэном.
Первый их выход продолжительностью 6 часов 34 минуты состоялся 28 февраля, его целью была прокладка кабеля между модулями МКС «Спокойствие» и «Юнити» и перенос неисправного аммиачного насоса для системы охлаждения с места временного хранения на специальную платформу.
Второй выход состоялся 2 марта и продолжался 6 часов 14 минут. Во время него астронавты, в частности, переместили платформу для инструментов с модуля «Коламбус» в грузовой отсек шаттла, установили новую телекамеру.
Продолжительность второго космического полёта составила 12 суток 19 часов 3 минуты 51 секунду.
В общей сложности Элвин Дрю провёл в двух космических полётах 25 суток 12 часов 59 минут 27 секунд.

## После полётов
Элвин Дрю уволился из НАСА в октябре 2013 года.

## Личная жизнь
Холост. Увлечения: литература, рисование набросков, бег, велосипед и джаз.